# Pistolet injecteur

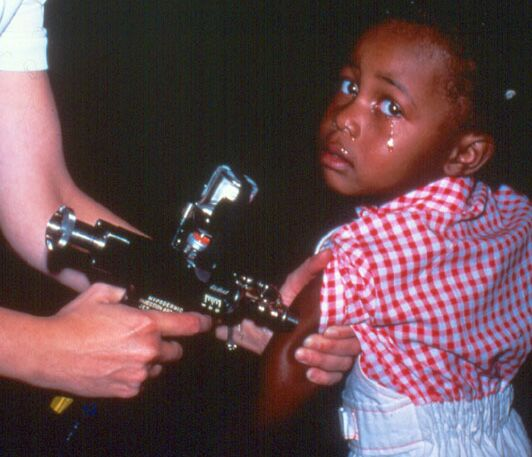
Utilisation d'un pistolet injecteur sur un enfant

Le pistolet injecteur ou pistolet à vaccination est un instrument à usage médical utilisé notamment dans les campagnes de vaccination, comme une alternative à la seringue.

## Principe
Alors qu'une seringue administre son principe actif en faisant pénétrer son aiguille hypodermique, dans la peau — par voie parentérale — le pistolet injecteur met sous haute pression le produit à injecter et lorsque celui-ci est relâché, il pénètre l'épiderme — par voie transdermique.

## Utilisation
En plus des campagnes de vaccination où il assure que la quantité de vaccin administré est la même pour tout le monde, le pistolet injecteur est également utilisé par certains diabétiques.

## Culture populaire
Le principe du pistolet injecteur est popularisé dans les années 1960 auprès du grand public par l'utilisation d'un instrument similaire, l'hypospray, dans la série télévisée de science-fiction Star Trek.